# Frederick Wilfrid Lancaster
Frederick Wilfrid Lancaster (4 de Setembro de 1933 – 25 de agosto de 2013), foi um pesquisador de Biblioteconomia e Ciência da Informação britânico radicado nos Estados Unidos, professor emérito da Escola de Graduação em Biblioteconomia e Ciência da Informação da Universidade de Illinois. Seus principais temas de pesquisa estão relacionados à Recuperação da informação, com ênfase para a indexação.

## Biografia
Nasceu em Durham, Inglaterra, se graduou e iniciou sua carreira na Biblioteconomia em 1955 em Newcastle, Inglaterra. Em 1959 imigrou para os EUA, passando a viver em Akron, Ohio, onde se tornou Bibliotecário Sênior da Akron Public Library. No ano de 1962 retornou à Inglaterra para dedicar-se à pesquisa na ASLIB (Association of Special Libraries and Information Bureaux) em Londres, retornando aos EUA em 1964. Neste ano iniciou suas atividades junto à MEDLARS (Biblioteca Nacional de Medicina).
Tornou-se professor associado da Escola de Graduação em Biblioteconomia e Ciência da Informação da Universidade de Illinois em 1970, universidade na qual trabalhou até sua aposentadoria em 1992, tendo sido agraciado com o título de Professor Emérito. Foi também editor do periódico Library Trends.
Faleceu em Urbana, Illinois, em 25 de Agosto de 2013.

## Reconhecimento
Por seu trabalho acadêmico recebeu os prêmios:
- Prêmio ASIST Mérito Acadêmico, 1988
- Melhor livro de Ciência da Informação do ano, 1992, por "Indexação e resumos: teoria e prática"
- Melhor artigo do JASIST, 1969, “MEDLARS: Report on evaluation of its operating efficiency”

## Livros publicados no Brasil
- Avaliação de serviços de bibliotecas. Brasília: Briquet de Lemos, 2004. 356p.
- Indexação e resumos: teoria e prática. 2. ed. Brasília: Briquet de Lemos, 2004. 452p.
- Construção e uso de tesauros: curso condensado. Brasília: IBICT, 1987. 114p.

## Ligações Externas
- ASIST
- Escola de Graduação em Biblioteconomia e Ciência da Informação da Universidade de Illinois